# کیرای‌سنت‌ایشتوان
کیرای‌سنت‌ایشتوان (به مجاری:  Királyszentistván) یک شهرداری در مجارستان است که در ناحیه بالاتون‌آلمادی واقع شده‌است. کیرای‌سنت‌ایشتوان ۸٫۹۱ کیلومتر مربع مساحت و ۴۵۰ نفر جمعیت دارد و ۱۴۷ متر بالاتر از سطح دریا واقع شده‌است.